# Drift trike
Atualizando à origem do 'Drift Trike", para Brasileiros e talvez ao mundo todo: Em julho de 2019, também advindo da internet, Marty Spellman (novo autor) que veio as redes sociais pronunciar a criação do "esporte", com apresentação de vídeo ( vídeo pode ser encontrado no youtube pelo título: First Drift Trikes - 1974, publicado em 02/07/2019) e artigo jornalistico (com fotos do jornal "Los Angeles Times, 28/10/1975"); Realizado na década de 70, sendo o registro do primeiro local à ser praticado: Laguna Beach, Califórnia - EUA.  
- Texto artigo original publicado no jornal:

Three men poised on customized tricycles before begnning steep descent on road in Laguna Beach make strange silhouette, upper right. Near end of "race course", drivers avoid cars, right. At race's end, vehicle rests, below.
We e wheeling in Laguna
The course is in laguna Beach rather than southern France and tha vehicles are not exotic or expensive or high-powered, but, well ...
"We get up to 40 or 45, miles per hour on the straightaways," says marty Spellman, 25, of Costa Mesa.
Spellman and three other young, men. James Mosselman, Paul Snyder and Kevin SPellman, zoom down steep, winding Balboa Ave. starting in the hills above Coast Highway. They whirl on to Nyes Place, follow it through the tunnel under Coast Highway and end up 1.3 miles from where they began.
At first, the drivers used plastic "big wheel" bikes made for little kids. Now they convert them by replacing the front wheel with a regular bike wheel. They have added front brakes - and they all wear helmets.
About 10 friends are stationed along the course to give hand signals warning of automobile traffic.
The racers wear out a lot of plastic wheels and a lot of shoes.
- Artigo traduzido Google Tradutor:

Três homens posicionados em triciclos personalizados antes de começar a descida íngreme na estrada em Laguna Beach fazem uma silhueta estranha, no canto superior direito. Perto do final do "percurso de corrida", os pilotos evitam carros, certo. No final da corrida, o veículo repousa abaixo.
Nós estamos rodando em Laguna
O curso é em Laguna Beach, e não no sul da França, e os veículos não são exóticos, caros ou de alta potência, mas ...
"Nós chegamos a 40 ou 45 milhas por hora nas retas", diz Marty Spellman, 25, de Costa Mesa.
Spellman e outros três jovens, homens. James Mosselman, Paul Snyder e Kevin SPellman, descem a avenida de Balboa íngreme e sinuosa. começando nas colinas acima da Coast Highway. Eles se dirigem para o Nyes Place, seguem pelo túnel sob a Coast Highway e terminam a 1,3 milhas de onde começaram.
No início, os pilotos usavam bicicletas de rodas grandes feitas de plástico para crianças pequenas. Agora eles os convertem substituindo a roda dianteira por uma roda de bicicleta normal. Eles acrescentaram freios dianteiros - e todos usam capacetes.
Cerca de 10 amigos estão estacionados ao longo do percurso para dar sinais de mão alertando sobre o tráfego de automóveis.
Os pilotos gastam muitas rodas de plástico e muitos sapatos.

Ficando as origens pelo Brasil, de acordo com as informações já divulgadas:

Criados na nova Zelândia, os DRIFT TRIKES parecem uma evolução híbrida dos carrinhos de rolimã misturados com as bikes bmx, prometendo muita adrenalina para quem gosta de fazer downhill no asfalto.
Esses veículos também são chamados simplesmente de TRIKES. Utilizam aro, garfo e guidão de bicicleta bmx na parte dianteira e duas rodas de plástico, que poder ser PVC ou polietileno, na traseira. 
O assento é um banco de plástico com formato de concha e a frenagem em geral é feita através das manobras e também com os pés, apesar de muitos modelos utilizarem conjunto de freio na roda da frente.
Tradicionalmente, os DRIFT TRIKES são utilizados na descida de ladeiras com curvas, local onde os pilotos vão derrapando de um lado para o outro, aproveitando que as rodas plásticas têm menos atrito com o asfalto. 
Para chegar ao topo dos percursos, os TRIKES são transportados por vans ou rebocados por algum veículo com motor.
História. Os primeiros modelos foram produzidos de forma artesanal, reaproveitando peças de bicicletas usadas. Na internet, os registros dos trikes começaram a aparecer em meados de 2008, mas não se sabe ao certo quando eles surgiram.
Também foi através da rede mundial de computadores que a ideia se difundiu e hoje já existem algumas empresas produzindo profissionalmente esses triciclos. A evolução foi tão rápida que já existem trikes motorizados, dispensando ajuda externa nas subidas. 
Brasil. Na Nova Zelândia a principal marca de trikes é a MadAzz, criada por um dos jovens pioneiros da modalidade. Por aqui a primeira empresa a construir um trike foi a Dream Bike, que já possui 19 anos no mercado brasileiro de triciclos e BMX.
Curiosamente, a ideia foi colocada em prática no programa MTV Sports no início de 2012. “Vimos o ‘brinquedo’ na internet e alguns amigos nossos da emissora falaram para fazermos uma gravação sobre a construção do trike. Depois realizamos uma corrida e colocamos em produção na fábrica. Deu certo e começou a crescer demais a procura”, contou André Ribeiro, diretor executivo da Dream Bike.
Segundo Ribeiro, os pilotos brasileiros estão espalhados por várias cidades, com destaque para São Paulo, Belo Horizonte e Arujá – devido às diversas ladeiras dos locais. 
“É um pessoal que em geral vem do skate ou que tem uma idade mais avançada, que teve um carrinho de rolimã antigo, ou mesmo que tenha receio do BMX devidos às quedas. O perfil é bem variado”, completou o empresário.
Apesar de já contar com algumas competições próprias, o forte dos trikes está nos encontros combinados pelas redes sociais, que já chegaram a reunir centenas de pilotos e devem crescer ainda mais nos próximos anos.
Mas além da história acima contada devido repercussão em rede de Televisão, temos registro e vídeo que pode ser encontrado no youtube pelo título: drift triciclo bmx joinville , publicado em 30/09/2009, de Joinville-SC.

Atualidades:
Com o "brinquedo" chamado de Trike e ele como esporte chamado de Drift Trike, foram criadas duas modalidades: o Drift/Slide e o Speed, onde o Drift/Slide consiste em descer com o trike realizando manobras ao longo da ladeira, tais como: Drift (escorregada), giros e manobras acrobáticas com a junção de movimentos com mãos e pés, e o Speed, onde consiste chegar o mais rápido lá em baixo.
Equipamentos de proteção: Junto com a evolução do esporte radical, veio a necessidade da evolução no equipamento de proteção, os quais hoje são utilizados equipamentos de motocross, macacões de couro, sendo de motovelocidade ou downhill.
Rodas/Casco na traseiras: Mais utilizados são o PVC e o PEAD, sendo o PVC o qual escorrega mais e o PEAD escorrega menos.  